# Шенштедт
Шенштедт (нім. Schönstedt) — громада в Німеччині, розташована в землі Тюрингія. Входить до складу району Унструт-Гайніх. Складова частина об'єднання громад Унструт-Гайніх.
Площа — 22,64 км2. Населення становить 1324 ос. (станом на 31 грудня 2021).

## Галерея

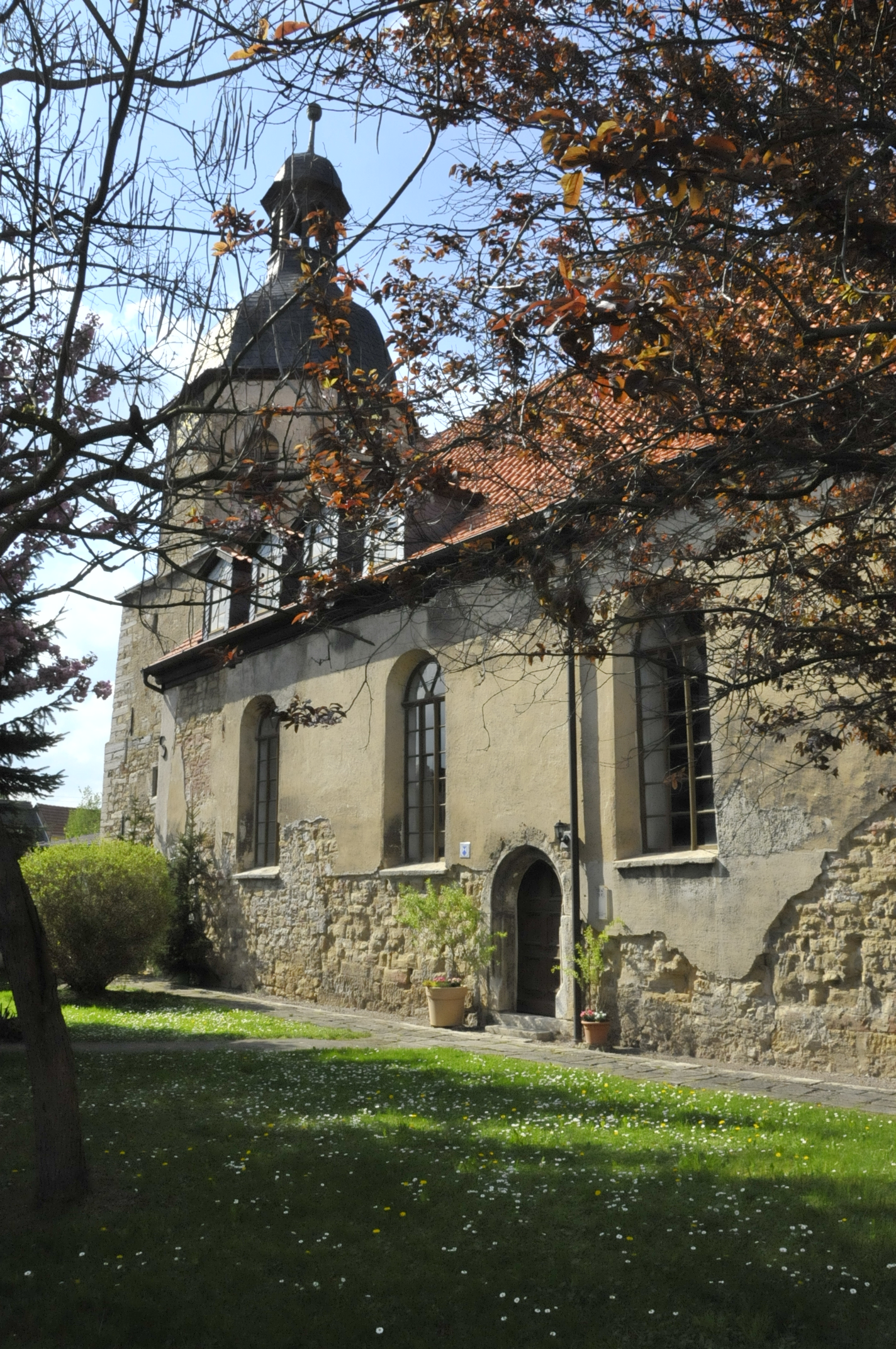
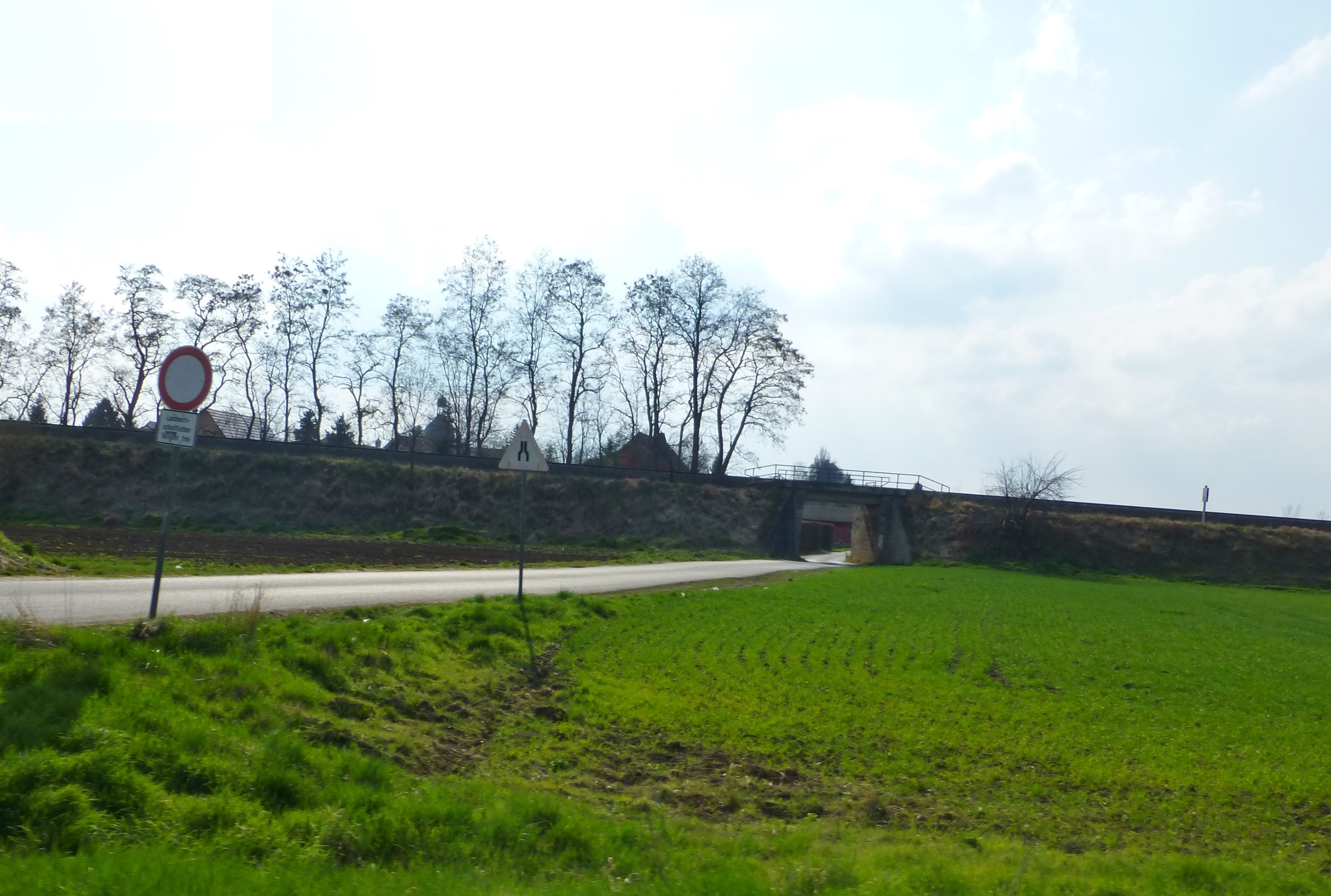